# Північнокарельська держава
Північнокарельська держава, часто Біломорська Карелія (рос. Беломорская Карелия; карел. і фін. Vienan Karjala) — держава, створена 1919 року. Площа Біломорської Карелії становить 66935 км², а населення — близько 100 000 жителів. 1920-го окупована комуністичною РСФСР шляхом прямої збройної інтервенції. Нині територія Біломорської Карелії тимчасово перебуває в межах Республіки Карелія і Мурманської області Російської Федерації. Окремі території Північно-Карельської Держави входять до складу Фінляндії (комуни Суомуссалмі і Кугмо).
У московській колоніальній традиції Біломорська Карелія ототожнюється з так званою Архангельською Карелією та іменується регіоном Східної Карелії, яка в імперії була поділена на п'ять волостей і перебувала у складі Архангельської губернії.

## Передумови виникнення
Передумови до виникнення незалежної карельської держави виникли ще 1906, коли в Таммерфорсі, на території Великого князівства Фінляндського, 3—4 серпня був створений Союз біломорських карелів. 1911 діяльність Союзу була заборонена, однак пізніше він відродився у вигляді Карельського просвітницького товариства, що брало безпосередню участь у створенні Біломорської Карелії.
Після Жовтневого перевороту в Петербурзі, Карелія зазнавала систематичного терору большевиків. Це прискорило рішення карелів про створення власної держави на півночі своєї країни.

## Союз із Фінляндією
Вагомим чинником стабільності Біломорської Карелії були фінські військові загони, які були направлені на територію Північної Карелії з Фінляндії. Наприкінці березня 1918 загін фінського охоронного корпусу під командуванням полковника Мальма визволив від банд московських большевиків столицю Північної Карелії — містечко Ухту, а потім і Вокнаволок. У селах і волостях організовано ефективне місцеве самоврядування під керівництвом освічених активістів карельського національного руху ще з часів Петербурзької імперії. Передпарламентом держави став Ухтинський комітет (Uhtuan Toimikunta), який очолював Туйску та Пааво Агава.
Північно-Карельська держава припинила своє існування через повторну агресію РСФСР 1920 року з наступною окупацією краю, яка тривала до 1941-го. Втретє Біломорська Карелія окупована московськими військами Сталіна 1944 року. Нині перебуває в зоні окупації Російської Федерації.